# Haywoode Workman
Haywoode Wilvon Workman (Charlotte, Carolina del Norte, 23 de enero de 1966) es un exjugador de baloncesto estadounidense que jugó ocho temporadas en la NBA además de jugar en la CBA, la liga italiana y la liga israelí. Con 1,90 metros de estatura, lo hacía en la posición de base. En la actualidad desempeña las funciones de árbitro en la NBA.

## Trayectoria deportiva

### Universidad
Tras jugar un año en la pequeña universidad de Winston Salem State, jugó durante tres temporadas con los Golden Eagles de la Universidad Oral Roberts, en las que promedió 17,7 puntos, 5,0 rebotes y 4,4 asistencias por partido.

### Profesional
Fue elegido en cuadragésimo novena posición del Draft de la NBA de 1989 por Atlanta Hawks, pero no formó parte de la plantilla que comenzó la liga, pasando la mayor parte de la temporada en los Topeka Sizzlers de la CBA, donde fue elegido en el mejor quinteto de novatos de la competición, tras promediar 17,1 puntos, 4,6 rebotes y 4,3 asistencias por partido. Se reenganchó a los Hawks en el mes de enero, quienes le ofrecieron un contrato por 10 días, que ampliaría 10 días más, donde jugó 6 partidos en los que anotó 6 puntos.
Al año siguiente fichó como agente libre por Washington Bullets, donde en entrenador Wes Unseld le hizo entrar en la rotación del equipo, acabando la temporada promediando 8,0 puntos y 4,8 asistencias por partido. Al año siguiente elige marcharse a jugar a la liga italiana, fichando por el Scavolini Pesaro, donde permanece dos temporadas en las que promedia 15,7 puntos y 4,8 rebotes por partido.
Regresa en 1993 a la NBA para firmar por los Indiana Pacers, donde se le fichó para ser el tercer base por detrás de Pooh Richardson y Vern Fleming, pero acabó siendo titular en 52 partidos, acabando entre los 20 mejores asistentes de la liga, con 6,2 por partido. Pero al año siguiente, tras la llegada de Mark Jackson y de Byron Scott volvió a verse relegado al banquillo, deando sus estadísticas en 4,2 puntos y 2,8 rebotes por partido. Tras el traspaso de Jackson antes del comienzo de la temporada 1996-97 se le abrieron las expectativas de recuperar la titularidad, pero nada más comenzada la liga una rotura del ligamento cruzado anterior de la rodilla izquierda en un partido contra Washington Bullets el 9 de noviembre le hizo pasar por el quirófano, perdiéndose el resto de la temporada y toda la siguiente.
Mediada la temporada 1998-99, y sin haber vuelto a vestir la camiseta de los Pacers, fue despedido, fichando poco después por diez días con Milwaukee Bucks, contrato que ampliaría hasta final de temporada. Allí sustituyó al lesionado Sam Cassell, siendo titular en los 26 partidos que disputó, jugando su mejor encuentro precisamente ante los Pacers, consiguiendo un doble-doble, 12 puntos y 11 asistencias. Al año siguiente, ya con Cassell totalmente recuperado, fue nuevamente al banquillo, siendo cortado en el mes de febrero. Fue contratado por Toronto Raptors hasta final de temporada, promediando 1,5 puntos y 1,3 asistencias en la que iba a ser su última temporada en la NBA.
Alargó su carrera jugando un mes en el Hapoel Jerusalem de la liga israelí.

### Árbitro
En el verano de 2001, mientras residía en Florida y barajaba la idea de volver a la NBA, el árbitro profesional Bob Delaney le sugirió entrar en el mundo del arbitraje. Comenzó arbitrando partidos en las ligas pro-am de California, hasta que se enteró de que la CBA buscaba colegiados para su liga. No se lo pensó y llegó a dirigir 15 partidos. De allí pasó a las Ligas de Verano de la NBA y a la NBDL, llegando a arbitrar en la NBA en 2006. Es, junto a Bernie Fryer y Leon Wood, uno de los tres exjugadores de la NBA en convertirse en árbitro de dicha competición.

## Estadísticas de su carrera en la NBA

### Temporada regular
| Año     | Equipo     | PJ  | PT  | MPP  | %TC  | %3P  | %TL   | RPP | APP | ROB | TPP | PPP |
| ------- | ---------- | --- | --- | ---- | ---- | ---- | ----- | --- | --- | --- | --- | --- |
| 1989–90 | Atlanta    | 6   | 0   | 2.7  | .667 | .000 | 1.000 | 0.5 | 0.3 | 0.5 | 0.0 | 1.0 |
| 1990–91 | Washington | 73  | 56  | 27.9 | .454 | .240 | .759  | 3.3 | 4.8 | 1.2 | 0.1 | 8.0 |
| 1993–94 | Indiana    | 65  | 52  | 26.4 | .424 | .321 | .802  | 3.1 | 6.2 | 1.3 | 0.1 | 7.7 |
| 1994–95 | Indiana    | 69  | 14  | 14.9 | .375 | .357 | .743  | 1.6 | 2.8 | 0.9 | 0.1 | 4.2 |
| 1995–96 | Indiana    | 77  | 4   | 15.1 | .390 | .324 | .740  | 1.6 | 2.8 | 0.8 | 0.1 | 3.6 |
| 1996–97 | Indiana    | 4   | 2   | 20.3 | .550 | .000 | .000  | 1.8 | 2.8 | 0.8 | 0.0 | 5.5 |
| 1998–99 | Milwaukee  | 29  | 29  | 28.1 | .429 | .362 | .787  | 3.5 | 5.9 | 1.1 | 0.0 | 6.9 |
| 1999–00 | Milwaukee  | 23  | 1   | 10.8 | .371 | .379 | .692  | 0.7 | 1.9 | 0.5 | 0.0 | 2.9 |
| 1999–00 | Toronto    | 13  | 1   | 7.8  | .286 | .214 | .500  | 0.7 | 1.3 | 0.7 | 0.0 | 1.5 |
| Total   | Total      | 359 | 159 | 20.1 | .419 | .323 | .764  | 2.3 | 3.9 | 1.0 | 0.1 | 5.5 |

### Playoffs
| Año     | Equipo    | PJ | PT | MPP  | %TC  | %3P  | %TL   | RPP | APP | ROB | TPP | PPP |
| ------- | --------- | -- | -- | ---- | ---- | ---- | ----- | --- | --- | --- | --- | --- |
| 1993–94 | Indiana   | 16 | 15 | 31.9 | .344 | .286 | .842  | 3.2 | 7.0 | 1.8 | 0.1 | 8.0 |
| 1994–95 | Indiana   | 17 | 0  | 16.2 | .358 | .111 | .844  | 1.6 | 2.6 | 0.6 | 0.0 | 4.5 |
| 1995–96 | Indiana   | 5  | 0  | 10.6 | .438 | .600 | 1.000 | 0.6 | 0.4 | 0.4 | 0.0 | 3.8 |
| 1998–99 | Milwaukee | 3  | 0  | 17.7 | .364 | .000 | .833  | 1.0 | 2.3 | 1.0 | 0.0 | 4.3 |
| Total   | Total     | 41 | 15 | 21.8 | .356 | .234 | .846  | 2.1 | 4.0 | 1.1 | 0.0 | 5.8 |